# Міякинський район
Міяки́нський район (рос. Миякинский район, башк. Миәкә районы) — адміністративна одиниця Республіки Башкортостан Російської Федерації.
Адміністративний центр — село Киргиз-Міяки.

## Населення
Населення району становить 24660 осіб (2019, 28224 у 2010, 31789 у 2002).
Національна структура населення району:
| Рік     | 2002  |
| ------- | ----- |
| башкири | 44,4% |
| татари  | 38%   |
| чуваші  | 9%    |
| росіяни | 5,7%  |

## Адміністративно-територіальний поділ
На території району 15 сільських поселень, які називаються сільськими радами:
| Поселення                           | Площа, км² | Населення, осіб (2002) | Населення, осіб (2010) | Населення, осіб (2019) | Центр            | Населені пункти |
| ----------------------------------- | ---------- | ---------------------- | ---------------------- | ---------------------- | ---------------- | --------------- |
| Біккуловська сільська рада          | 136,62     | 1855                   | 1541                   | 1280                   | Садовий          | 6               |
| Богдановська сільська рада          | 153,52     | 2207                   | 1880                   | 1609                   | Богданово        | 6               |
| Великокаркалинська сільська рада    | 124,37     | 1601                   | 1351                   | 1065                   | Великі Каркали   | 9               |
| Єнебей-Урсаєвська сільська рада     | 78,37      | 1094                   | 865                    | 614                    | Єнебей-Урсаєво   | 5               |
| Зільдяровська сільська рада         | 181,84     | 2164                   | 1767                   | 1343                   | Зільдярово       | 8               |
| Ільчигуловська сільська рада        | 70,11      | 1107                   | 978                    | 782                    | Ільчигулово      | 3               |
| Каранівська сільська рада           | 127,58     | 1241                   | 975                    | 762                    | Каран-Кункас     | 5               |
| Качегановська сільська рада         | 166,84     | 1590                   | 1313                   | 973                    | Качеганово       | 7               |
| Кожай-Семеновська сільська рада     | 162,52     | 2118                   | 1800                   | 1572                   | Кожай-Семеновка  | 10              |
| Менеузтамацька сільська рада        | 90,75      | 1349                   | 1165                   | 980                    | Менеузтамак      | 4               |
| Міякинська сільська рада            | 187,75     | 9620                   | 9361                   | 9289                   | Киргиз-Міяки     | 8               |
| Міякібашевська сільська рада        | 178,28     | 1738                   | 1531                   | 1312                   | Анясево          | 9               |
| Новокарамалинська сільська рада     | 70,63      | 1039                   | 988                    | 902                    | Нові Карамали    | 4               |
| Сатиєвська сільська рада            | 176,20     | 1528                   | 1390                   | 1166                   | Сатиєво          | 7               |
| Уршакбашкарамалинська сільська рада | 146,70     | 1536                   | 1319                   | 1011                   | Уршакбашкарамали | 5               |

## Найбільші населені пункти
| №  | Населений пункт  | Населення, осіб (2002) | Населення, осіб (2010) |
| -- | ---------------- | ---------------------- | ---------------------- |
| 1  | Киргиз-Міяки     | 7 658                  | 7 473                  |
| 2  | Анясево          | 938                    | 921                    |
| 3  | Зільдярово       | 978                    | 890                    |
| 4  | Менеузтамак      | 1 006                  | 787                    |
| 5  | Родниковка       | 895                    | 841                    |
| 6  | Міякітамак       | 745                    | 675                    |
| 7  | Баязітово        | 715                    | 640                    |
| 8  | Уршакбашкарамали | 724                    | 620                    |
| 9  | Кожай-Семеновка  | 694                    | 590                    |
| 10 | Сатиєво          | 602                    | 590                    |